# مجموعات غذائية أساسية
المجموعات الغذائية الأساسية هي مجموعات من المتعضيات، مقسمة وفقًا لمصادر الطاقة والكربون، اللازمة للعيش والنمو والتكاثر. ومن الممكن أن يكون الضوء والمركبات العضوية واللاعضوية مصادر طاقة؛ أما مصادر الكربون فقد تكون من أصل عضوي أو لاعضوي.

جدير بالذكر أن المصطلحات تنفس خلوي وتنفس لا هوائي وتخمر لا تشير إلى المجموعات الغذائية الأساسية، ولكنها تشير ببساطة إلى الاختلاف في الاستخدام الممكن لمستقبلات الإلكترون في متعضيات معينة مثل الأكسجين O2 في التنفس الخلوي، أو النترات NO3- أو SO42- أو الفومارات في التنفس اللاهوائي، أو وسائط التمثيل الغذائي المتعددة في التخمر. ونظرًا لأن جميع خطوات تكوين ثلاثي فوسفات الأدينوسين (ATP) في التخمر تتضمن تعديلات لجميع وسائط التمثيل الغذائي بدلاً من استخدام سلسلة نقل الإلكترون، فإنه يشار إلى التخمر بأنه عملية فسفرة على مستوى الركازة.

## الطاقة والكربون

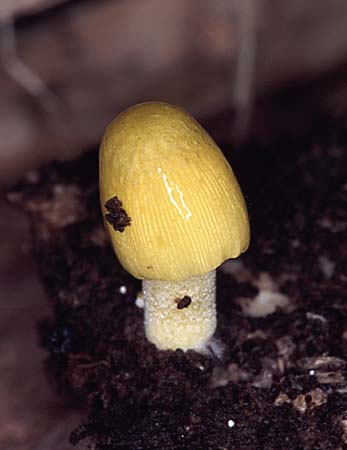
فطريات صفراء